# Радизел
Радизел (словен. Radizel) — поселення в общині Хоче-Сливниця, Подравський регіон‎, Словенія.